# Symplecta gobiensis
Symplecta gobiensis là một loài ruồi trong họ Limoniidae. Chúng phân bố ở miền Cổ bắc.